# Lallemand (cratère)
Pour les articles homonymes, voir Lallemand.
Lallemand est un cratère lunaire situé à l'extrême ouest de la face visible de la Lune. Il est visible quand la libration de la Lune le permet. Il se trouve à l'intérieur du massif montagneux des  Montes Cordillera situé autour de la Mare Orientale. Il est situé juste à côté du cratère Kopff dont il était, avant 1985, un cratère satellite dénommé « Kopff A ». Au Nord se trouvent les cratères Maunder et Couder. Le cratère Lallemand a une forme de cuvette et possède un contour à peu près circulaire. Il se situe le long de la limite nord-est des Montes Rook.  Au nord-ouest s'étend le Lacus Autumni  et au nord-ouest le Lacus Veris.
En 1985, l'Union astronomique internationale lui a attribué le nom de Lallemand en l'honneur de l'astronome  français André Lallemand. 
Le cratère satellite « Kopff A » a été dénommé Lallemand par l'Union astronomique internationale, en 1985 en l'honneur de l'astronome français André Lallemand.